# Okręg wyborczy województwo płockie do Senatu Rzeczypospolitej Polskiej
Okręg wyborczy województwo płockie do Senatu Rzeczypospolitej Polskiej obejmował w latach 1989–2001 obszar województwa płockiego. Wybierano w nim 2 senatorów, przy czym w latach 1989–1991 obowiązywała zasada większości bezwzględnej, zaś w latach 1991–2001 większości względnej.
Powstał w 1989 wraz z przywróceniem instytucji Senatu. Zniesiony został w 2001, na jego obszarze utworzono nowe okręgi nr 11 i 15.
Siedzibą okręgowej komisji wyborczej był Płock.

## Reprezentanci okręgu
| Rok  | Senator komitet wyborczy                 | Senator komitet wyborczy                                     | Senator komitet wyborczy                 | Senator komitet wyborczy                                                                           |
| ---- | ---------------------------------------- | ------------------------------------------------------------ | ---------------------------------------- | -------------------------------------------------------------------------------------------------- |
| 1989 |                                          | Andrzej Celiński Konfederacja Komitetów Obywatelskich (1991) |                                          | Stanisław Stomma                                                                                   |
| 1991 |                                          | Andrzej Celiński Konfederacja Komitetów Obywatelskich (1991) |                                          | Adam Struzik Polskie Stronnictwo Ludowe Sojusz Programowy (1991) Polskie Stronnictwo Ludowe (1993) |
| 1993 |                                          | Czesław Krakowski Polskie Stronnictwo Ludowe                 |                                          | Adam Struzik Polskie Stronnictwo Ludowe Sojusz Programowy (1991) Polskie Stronnictwo Ludowe (1993) |
| 1997 |                                          | Zbigniew Kruszewski Sojusz Lewicy Demokratycznej             |                                          | Adam Struzik Polskie Stronnictwo Ludowe Sojusz Programowy (1991) Polskie Stronnictwo Ludowe (1993) |
| 2001 | okręg zniesiony, patrz okręgi nr 11 i 15 | okręg zniesiony, patrz okręgi nr 11 i 15                     | okręg zniesiony, patrz okręgi nr 11 i 15 | okręg zniesiony, patrz okręgi nr 11 i 15                                                           |

## Wyniki wyborów
Symbolem „●” oznaczono senatorów ubiegających się o reelekcję.

### Wybory parlamentarne 1989
| Kandydat                                                          | Głosów  | %     |
| ----------------------------------------------------------------- | ------- | ----- |
| Andrzej Celiński                                                  | 131 525 | 69,43 |
| Stanisław Stomma                                                  | 118 826 | 62,73 |
| Jakub Chojnacki                                                   | 27 398  | 14,46 |
| Stanisław Jakubowski                                              | 20 738  | 10,95 |
| Kazimierz Wyrębkowski                                             | 15 992  | 8,44  |
| Stanisław Nawrocki                                                | 10 283  | 5,43  |
| Jarosław Nowakowski                                               | 7455    | 3,94  |
| Mieczysław Lipowski                                               | 6584    | 3,48  |
| Liczba głosów ważnych: 189 434 Źródło: Państwowa Komisja Wyborcza |         |       |

### Wybory parlamentarne 1991
| Kandydat                                              | Kandydat          | Komitet wyborczy                             | Głosów |
| ----------------------------------------------------- | ----------------- | -------------------------------------------- | ------ |
|                                                       | Andrzej Celiński● | Konfederacja Komitetów Obywatelskich         | 66 093 |
|                                                       | Adam Struzik      | Polskie Stronnictwo Ludowe Sojusz Programowy | 34 377 |
|                                                       | Edward Krakowiak  | Polskie Stronnictwo Ludowe Sojusz Programowy | 32 449 |
|                                                       | Jakub Chmielewski | Konfederacja Komitetów Obywatelskich         | 26 626 |
|                                                       | Andrzej Balcerzak | Porozumienie Ludowe                          | 26 525 |
|                                                       | Stefan Kurowski   | Porozumienie Obywatelskie Centrum            | 25 712 |
|                                                       | Gustaw Szulc      | Unia Demokratyczna                           | 21 018 |
| Frekwencja: 36,85% Źródło: Państwowa Komisja Wyborcza |                   |                                              |        |

### Wybory parlamentarne 1993
| Kandydat                                              | Kandydat             | Komitet wyborczy                                     | Głosów |
| ----------------------------------------------------- | -------------------- | ---------------------------------------------------- | ------ |
|                                                       | Adam Struzik●        | Polskie Stronnictwo Ludowe                           | 69 519 |
|                                                       | Czesław Krakowski    | Polskie Stronnictwo Ludowe                           | 63 396 |
|                                                       | Krzysztof Dębski     | Sojusz Lewicy Demokratycznej                         | 51 365 |
|                                                       | Maria Żółtowska      | Niezależny Samorządny Związek Zawodowy „Solidarność” | 48 350 |
|                                                       | Jerzy Olszowski      | Unia Pracy                                           | 37 103 |
|                                                       | Bohdan Urbankowski   | Konfederacja Polski Niepodległej                     | 21 146 |
|                                                       | Romuald Ozimek       | Unia Demokratyczna                                   | 20 393 |
|                                                       | Stanisław Przedlacki | Samodzielny KW w Gostyninie                          | 17 263 |
|                                                       | Hubert Piotrowski    | KW „Forum Obywatelskie”                              | 9892   |
| Frekwencja: 52,85% Źródło: Państwowa Komisja Wyborcza |                      |                                                      |        |

### Wybory parlamentarne 1997
| Kandydat                                              | Kandydat            | Komitet wyborczy             | Głosów |
| ----------------------------------------------------- | ------------------- | ---------------------------- | ------ |
|                                                       | Adam Struzik●       | Polskie Stronnictwo Ludowe   | 46 969 |
|                                                       | Zbigniew Kruszewski | Sojusz Lewicy Demokratycznej | 41 922 |
|                                                       | Zbigniew Tarka      | Akcja Wyborcza Solidarność   | 39 214 |
|                                                       | Aleksandra Koszada  | Sojusz Lewicy Demokratycznej | 37 545 |
|                                                       | Andrzej Celiński    | Mazowiecki KW                | 29 879 |
|                                                       | Michał Boszko       | Polskie Stronnictwo Ludowe   | 22 362 |
|                                                       | Zdzisław Dumowski   | Ruch Odbudowy Polski         | 21 974 |
|                                                       | Krzysztof Debich    | Unia Wolności                | 15 904 |
|                                                       | Tadeusz Fabisiak    | KW Emeryt                    | 10 453 |
|                                                       | Zdzisław Sapiejka   | Unia Pracy                   | 9494   |
| Frekwencja: 41,30% Źródło: Państwowa Komisja Wyborcza |                     |                              |        |